# Edward Matthew Ward

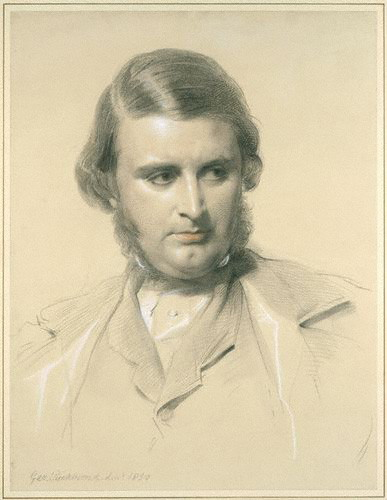
Edward Matthew Ward, Zeichnung von George Richmond

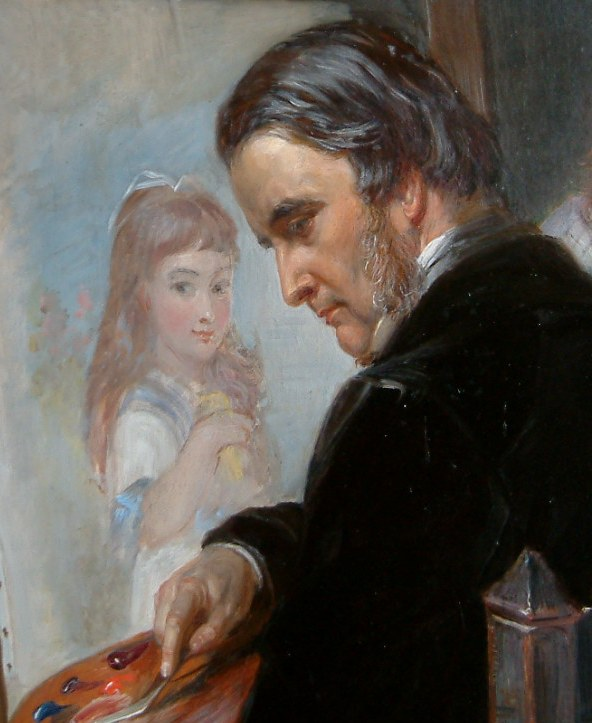
Selbstporträt (an einem Porträt seiner Tochter arbeitend)

Edward Matthew Ward (* 14. Juli 1816 in Pimlico (City of Westminster); † 15. Januar 1879 in Windsor) war ein britischer Maler.

## Leben und Werk
Ward war in seiner Heimatstadt Schüler an der Royal Academy of Arts. Später unternahm er mehrere Studienreisen nach Rom, München und Paris. Ward heiratete 1848 die Malerin Henrietta Ward (1832–1924), Enkelin des Malers James Ward. Mit ihr hatte er einen Sohn, Leslie Ward (1851–1922), der später unter dem Pseudonym Spy ein bekannter Karikaturist der Zeitschrift Vanity Fair wurde.
Ab 1852 wurde Ward mit der Ausschmückung (hauptsächlich mit Fresken) verschiedener Räumlichkeiten im Parlamentsgebäude beauftragt. 1854 konnte er diese Arbeiten beenden und wurde im darauffolgenden Jahr als Mitglied in die Royal Academy aufgenommen. Im Alter von 62 Jahren starb Edward Matthew Ward am 15. Januar 1879 in Windsor (Berkshire).
In Wards frühen Werken überwogen noch gefällige Genrestücke, welche aber schon bald zugunsten der Historienmalerei aufgegeben wurden.
Inspiriert durch Lord Mahons History of England aus dem Jahr 1837 fertigte Edward Matthew Ward 1847 das Gemälde The South Sea Bubble – A Scene in Change Alley in 1720 an. Noch im Jahr der Fertigstellung wurde es in der Royal Academy of Arts in London ausgestellt. Zwar stellt der Künstler eine Szenerie in der Change Alley dar, in der mehr als einhundert Jahre zuvor viele Menschen Haus und Hof verloren, indem sie in Aktienpapiere der South Sea Company investierten, doch in Wirklichkeit macht Ward auf die vergleichbaren Umstände der sogenannten Railway-Mania aufmerksam. Er will seine Zeitgenossen warnen denselben Fehler, unüberlegt Erspartes zu investieren, nicht erneut zu begehen.

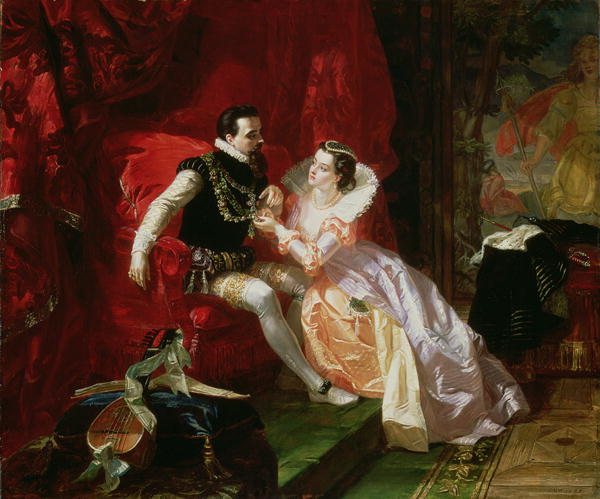
Leicester and Amy Robsart at Cumnor Hall (1866), nach Walter Scotts Kenilworth

## Werke (Auswahl)
- Die Abreise Lafleurs nach Montreuil
- Oliver Goldsmith, den Bauern des Dorfs auf der Flöte vorspielend
- Dr. Johnson im Vorzimmer Lord Chesterfields
- Lord Clarendons Entlassung nach seiner letzten Unterredung mit Karl II.
- Jakob II. beim Empfang der Nachricht von Oraniens Landung
- Die französische Königsfamilie im Templegefängnis
- Charlotte Corday auf dem Weg zum Schafott
- Der Mord Riccios
- Der Tod Karls II.
- In Hogarths Atelier
- Anna Boleyn auf dem Weg zum Schafott
- The South Sea Bubble, a Scene in ‘Change Alley in 1720 (Tate London)
- Leicester and Amy Robsart at Cumnor Hall